# Berbiquí

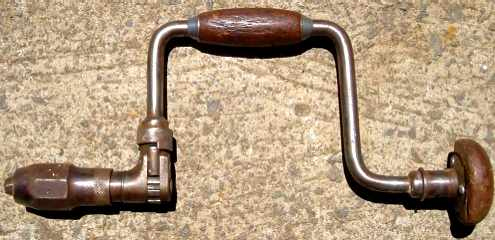
Berbiquí.

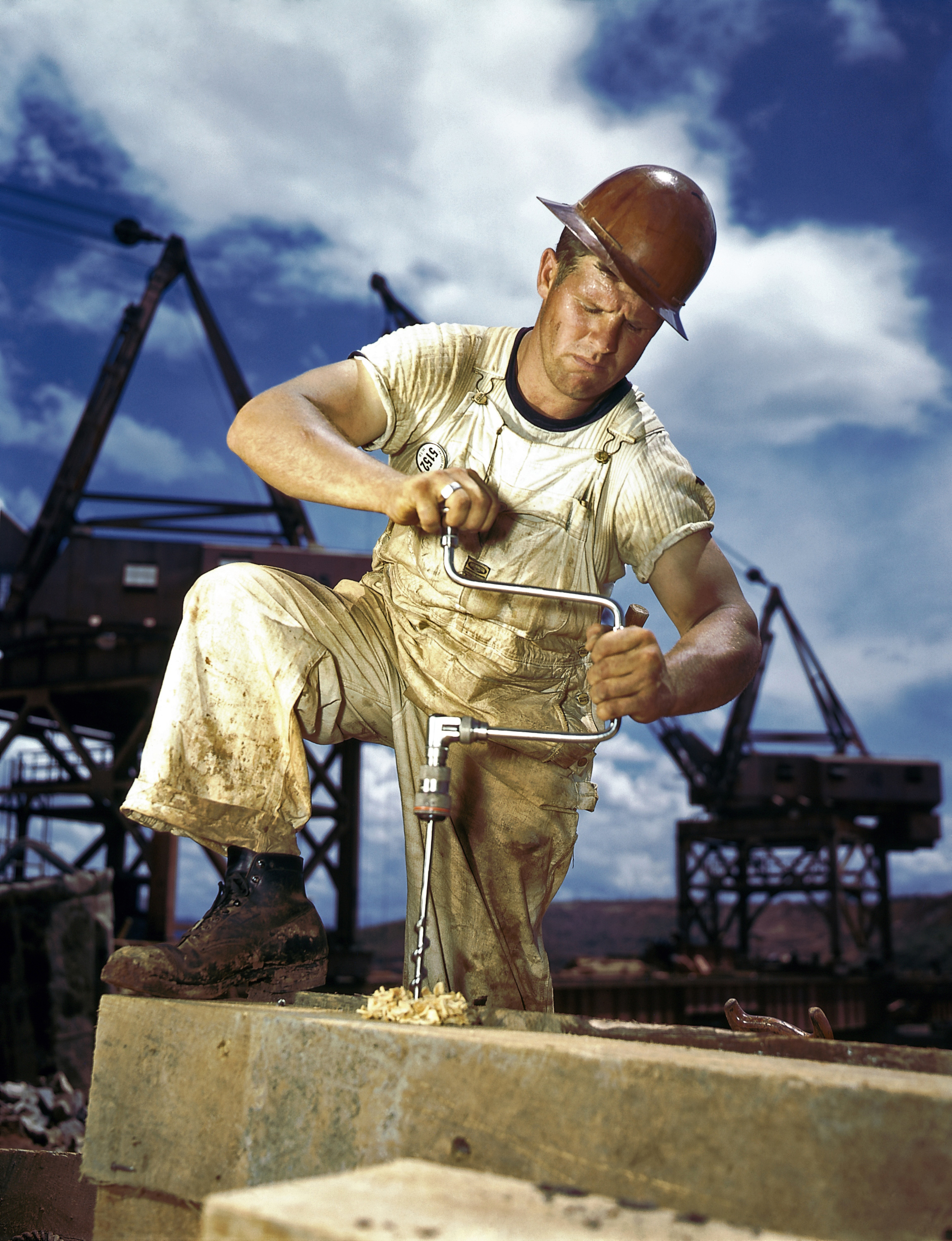
Obrero perforando con un berbiquí.

El berbiquí  es una herramienta manual usada para realizar perforaciones, habitualmente en maderas y también en otros materiales. Se trata de un manubrio semicircular o en forma de doble codo realizado en metal, normalmente de acero, con elementos de madera. Es de uso habitual en carpintería y ebanistería siendo el precursor del taladro eléctrico moderno.
Hay constancia documental del uso de esta herramienta para perforación de piedra en el antiguo Egipto, descrito como un eje en cuyo extremo se ubicaba una punta de pedernal y se accionaba por la parte superior con un mango. Luego se incorporó el arco de violín que permitía accionar el giro de una forma mucho más eficaz.

## Descripción y uso
El berbiquí está constituido, normalmente, por un codo redondo de acero en cuyo extremo superior hay un puño giratorio que recibe el nombre de puño frontal o del pecho, y tiene la finalidad de empuñarlo y empujarlo haciendo presión sobre el elemento a taladrar. En el centro del codo se halla una empuñadura ovalada que tiene como función la de hacer que el aparato gire. En el extremo inferior hay un mandril de garras donde se pone la broca u otro instrumento para taladrar. El puño frontal y la empuñadura se montan sobre sendos cojinetes de bolas.
Para su uso se pone una broca en la garra y esta se ubica en el lugar donde se desea taladrar. Con una mano se coge el puño frontal y se realiza presión mientras que con la otra se agarra  la empuñadura y se hace girar el codo, transmitiendo el movimiento rotativo. Cuando hay poco espacio para realizar el movimiento giratorio completo se puede usar una broca de doble filo (que puede girar a ambos lados) que no precisan el giro de 360° completo.
A partir del siglo XV se empezaron a construir grandes berbiquíes accionados con juegos de engranajes mediante energía hidráulica para taladrar grandes troncos y realizar, por ejemplo, tuberías para la conducción de agua. A finales del siglo XV se realizan los primeros taladros horizontales, antecesores de los tornos y las barrenadoras.
El berbiquí de cuerda carece de codo y tiene un eje recto en cuyo extremo inferior se pone el  mandril de garras. En la parte superior está el puño frontal y hay, bajo él, un volante de inercia. Una cuerda va enrollada en el eje y amarrada en sus extremos a un arco que movido por la mano del operario hace girar la herramienta. Normalmente se utilizan brocas de doble filo para que puedan taladrar en ambos sentidos.
Otro tipo de berbiquí es el desarrollado por Heyerhoff que es accionado por una manivela y un juego de engranajes.

## Etimología
La palabra berbiquí llegó al castellano proveniente del francés vilebrequin.  A su vez, la palabra francesa proviene del neerlandés wimmelkijn.